# Fort Nassau (Curaçao)

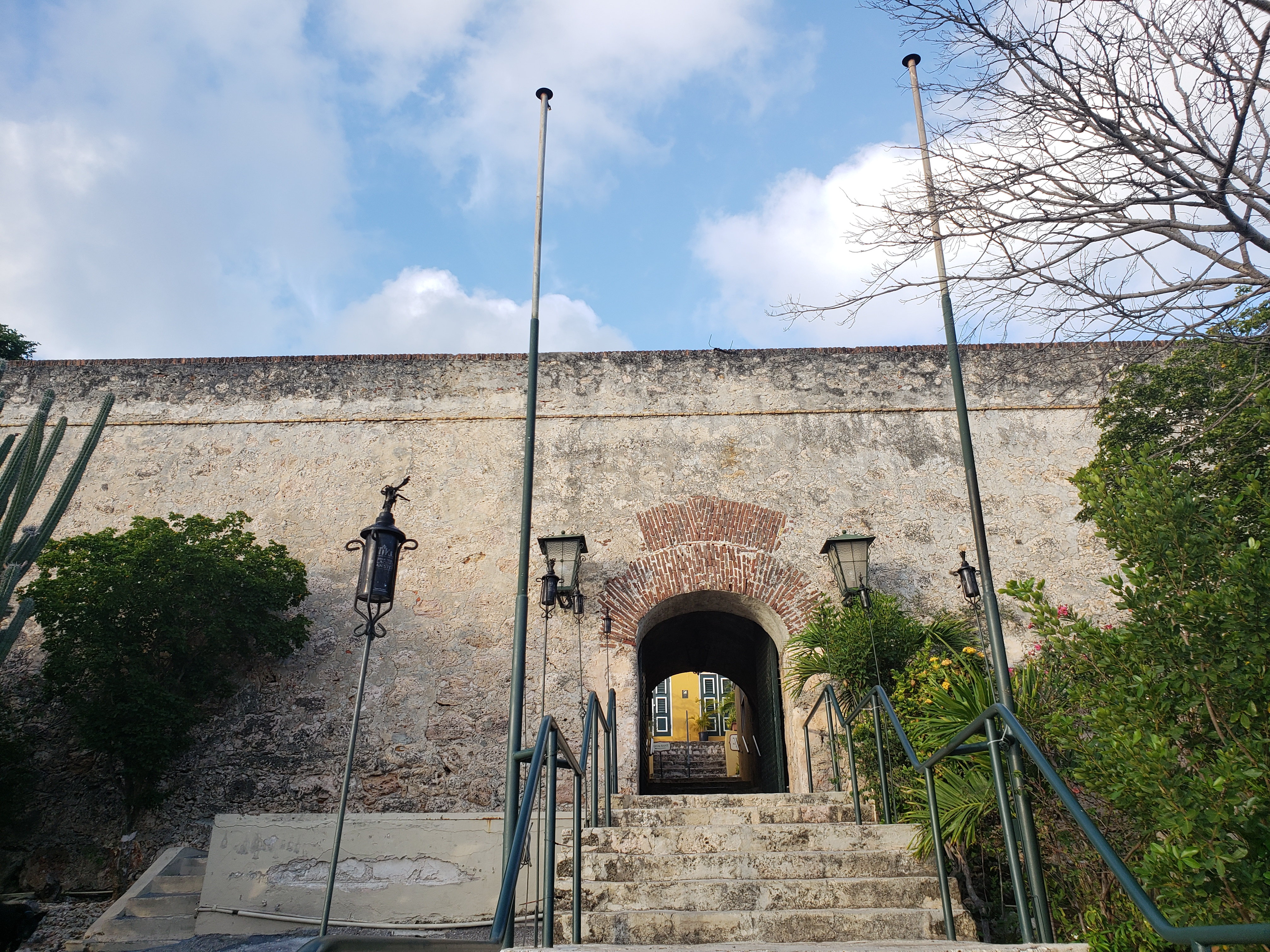
Fort Nassau

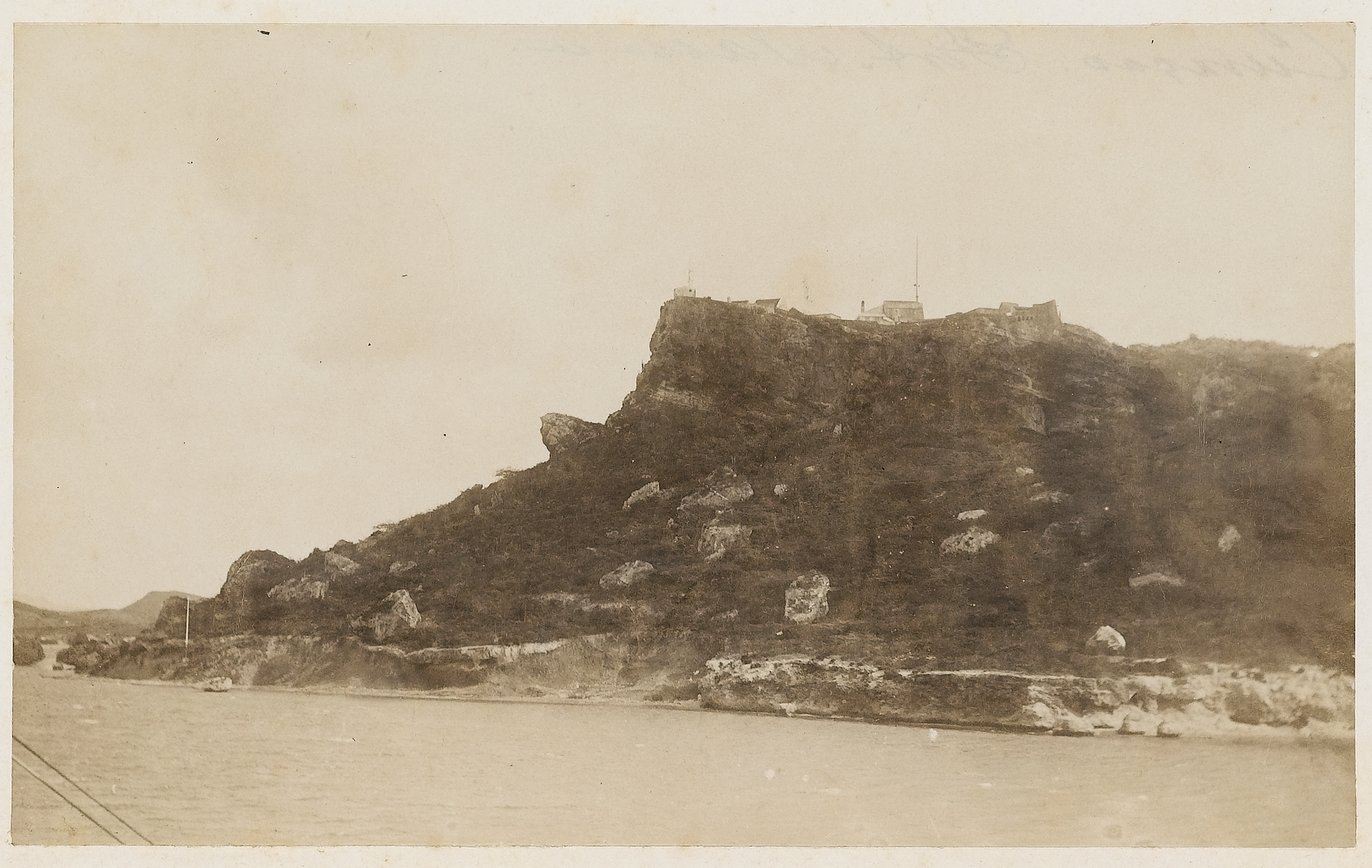
Fort Nassau in den 1890er Jahren

Fort Nassau ist eine Festung, die sich in Willemstad, der Hauptstadt der Karibikinsel Curaçao, befindet. Erbaut wurde sie 1796/97 auf einem 68 Meter hohen Hügel, dem Sablica-Hügel, direkt am Hafen von Willemstad. Der ursprüngliche Name der Festung war Fort Republiek (Republik), in Anlehnung an die Batavian Republik, die Ende des 18. Jahrhunderts von den französischen Herrschern in den Niederlanden gegründet wurde. Im Jahre 1807 wurde Willemstad von den Briten erobert. Dies führte zu einer Umbenennung in Fort George, um Englands König George III. zu ehren. Nach der Rückgabe an die Niederlande im Jahre 1816 wurde die Festung zu Ehren der niederländischen Königsfamilie in Fort Orange Nassau umbenannt, den offiziellen Namen der Festung. Daraus wurde schließlich der heutzutage gebräuchliche Name Fort Nassau.